# ミルフォード (コネチカット州)
ミルフォード（英: Milford）は、アメリカ合衆国コネチカット州のニューヘイブン郡にある都市。人口は5万0558人（2020年）。ニューヨーク都市圏に含まれる。市内には法人化されたボロであるウッドモントと、未編入のビレッジであるデボンが入っている。

## 歴史

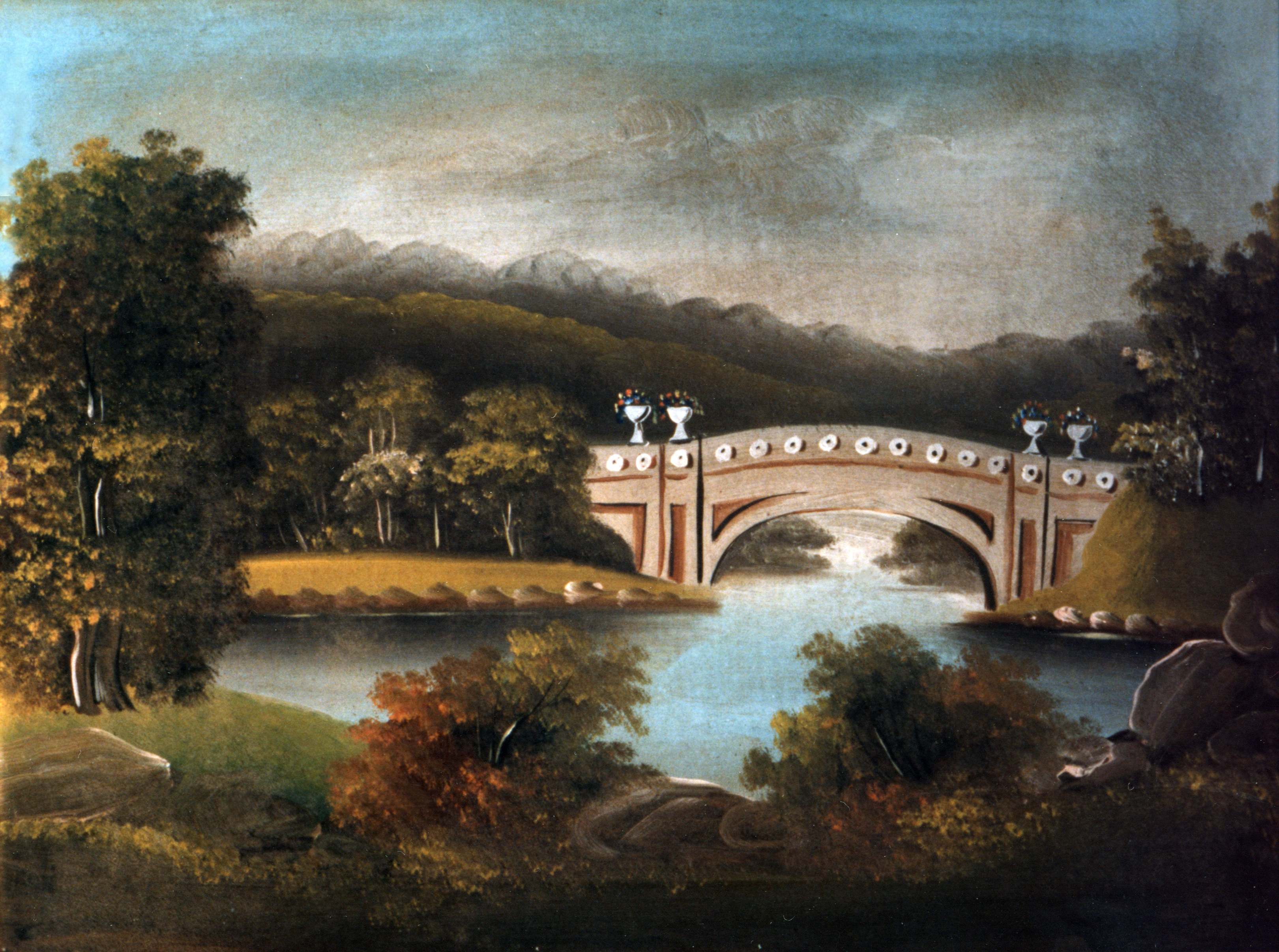
ミルフォードの緑地、19世紀の風景画

### 開拓初期
現在ミルフォード市、およびオレンジ町、ウェストヘイブン市を構成している土地は1639年2月1日に、地元ポーガセット族インディアン（アルゴンキン語族）の酋長アンサンタワイから、当時のニューヘイブン植民地に属したイングランド人開拓者が購入したものだった。当初は町を流れる小さな川から「ウィパウォーグ」と呼ばれた。現在もミルフォードやオレンジにある通りにはその名がつけられている。
1640年、ウィパウォーグ川の上に最初の製粉所が建てられた。
アメリカ独立戦争のとき、ボストンポスト道路のミルフォードにあった部分は、ボストン、ニューヨーク、その他海岸の主要都市を結ぶ重要道であり、大陸軍が封鎖した。町を守るためにトランブル砦が造られた。封鎖した場所は現在リバティロックの記念碑で記念されている。
1822年、町の北部と東部の人口が増えたので、オレンジ町として独自の町を形成することが認められた。その後の1世紀半、ミルフォードの残り部分は造船、農業、牡蠣漁で知られたが、小さな工業設備も発展した。この間、ニューヘイブンやブリッジポートの住人からは、海浜リゾート地としても知られるようになった。
1899年にコネチカット州議会からローレルビーチに最終的に認められた市域は、完全にミルフォードの中に入っていた。ローレルビーチの住人はローレルビーチとミルフォードの双方に税を払わねばならず、ローレルビーチ住人に宛てた郵便はミルフォードに配達された。
1889年にはまた「記念橋」が（町の歴史と創設者を記念する石造りの橋と塔）、ウィパウォーグ川の上にあった最後の製粉所が1894年に閉鎖されたその跡に建設された。この石橋はデザインがシンプルであり、荒削りした花崗岩ブロックのうえに置かれた広い笠木には、初期開拓者の名前が与えられた。南側にの笠木には10個、北側には20個のブロックがあった。南側の外れには、幅120 cm、高さ165 cmの石があった。それはブロード通りがウィパウォーグ川を渡す所にある。
1903年、町の南東部はウッドモント・ボロとして法人化された。1959年、ウッドモント・ボロを含むミルフォードが市として法人化された。

### ミルフォードから生まれた町

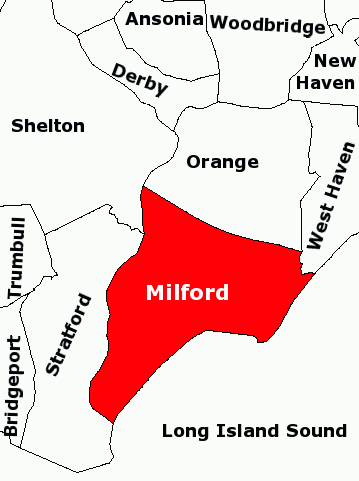
ミルフォードと周辺の町を示す地図

ミルフォードはコネチカット州中央部にできた最初期の入植地であり、長い間にその領域から新しい町が分離して創設されてきた。以下がそのリストである。
- ウッドブリッジ町、1784年創設（ニューヘイブンからも一部併合）
  - ベサニー町、ウッドブリッジから1832年に分離
- オレンジ町、 1822年にノースミルフォードとして分離（ニューヘイブンからも一部併合）
  - ウェストヘイブン市、1921年にオレンジから分離

### リバティパークの「オートミール・ロット」

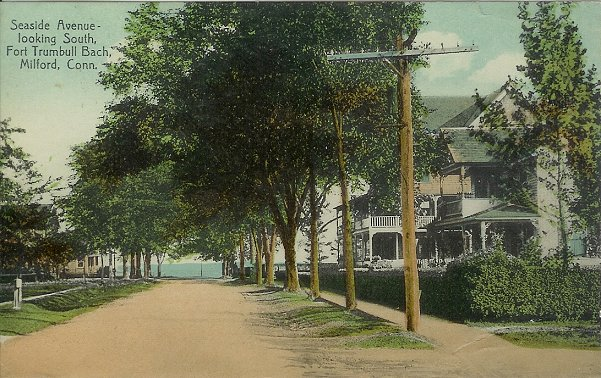
シーサイド・アベニュー（1910年の絵葉書）

1902年からクエーカーオーツカンパニーのオートミール箱が、ミルフォードの小さな土地の権利証に換えられるクーポンを付けるようになった。その土地は3メートル四方と小さく、「リバティパーク」と呼ばれる建物が建てられたことのない区画6.1ヘクタールの中にあった。少数の子供たち（あるいはその親達）、その多くはミルフォード近くに住んでいる住人が権利証を集め、「オートミール・ロット」の少額の資産税を払い始めた。有望な小区画の開発業者は、土地所有者がその区画に家を建てるために雇ってくれることを期待したが、幾つかの区画は建設を始めるまえに合成しておく必要があった。小区画に分けられたのはミルフォードの企画や地区分けの規制が出来る前のことだったので、権利証が合法だったが、町の税徴収官には大変な資料作成業務を作った。徴税官は土地の所有者を見つけられないことが多く、土地から税金をほとんど集められなかった。
1970年代半ば、町がこの地域を開発したいと考えたとき、町の役人はオートミール・ロットに「全体的フォークロージャー」（差し押さえ）を行い、訴訟1件でほとんど全ての資産を接収することで、個別のフォークロージャーにかかる莫大な出費を避けた。リバティパーク区割り計画にある通りの1つ、シェランド通りは、1990年代にミルフォード電力会社に対するアクセス道路として建設された。その場所は現在、ビック・コーポレーションのライター工場となっている。

### 第二次世界大戦後の発展
第二次世界大戦後、ニューイングランドの多くの町と同様にミルフォードも郊外化が進んだ。州間高速道路95号線が町を通り、市内の部分は1958年に完成した。
1960年代と1970年代、州内でも最大級のショッピングモールであるコネチカット・ポストモールが建設され、ボストンポスト道路沿いに商業開発が続いた。1970年代にこの道路沿いにできたのは、SCELBI コンピュータ・コンサルティング社であり、世界でも最初のパソコン製造会社だとされている。1975年から市は、ミルフォード牡蠣祭を開催するようになり、以降晴雨に関わらず毎年開催される定例行事になった。
現在のミルフォードには、シック社や、ファストフードチェーンのサブウェイのオーナーであるドクターズ・アソシエイツなど、多国籍企業が本社を置いている。ビック社の米国本社はミルフォードにあったが、2008年3月にその大半はシェルトン市に移転した。ミルフォード病院も地域の重要な医療機関となって来た。他にKマートやオーキッド・メディカルなど小さな全国的会社もある

## 市政府

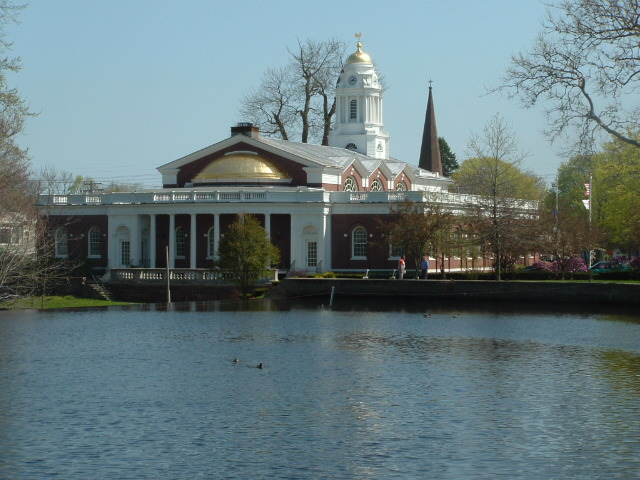
市役所（1916年築）

ミルフォード市の政府は市長を行政の長とし、市政委員会を立法府としている。市長は市政委員会に律法を提案し、市の予算案を策定することが認められているが、市政委員会が成立させたことへの拒否権は無い、

### 税
2005年の固定資産税率は3.436%である。2013年から2014年の会計年度では2.628%とされている。

### 選挙で選ばれる役人
以下のリストは市民によって選挙で選ばれる市政府の役人である。
- 市長: 市長は行政府の長であり、奇数年毎に改選される。市長は年金を受け取る
- 市政委員: 市政委員会は奇数年の選挙で選ばれる15人の委員で構成されている。市内の5つの選挙区から3人ずつが選ばれている。市憲章によって、各選挙区の委員の2人は、1つの政党から選ばれてよいとしており、裏返せば少数党の代表が必ず入るようになっている。有権者はその選挙区の委員に3票を持っている。市政委員に年金は出ない
- 教育委員: 教育委員会は市内の教育の問題を管轄し、奇数年の選挙で選ばれる10人の委員で構成されている。市内の5つの選挙区から2人ずつが選ばれている。委員に年金は出ない
- 企画・地区割り委員: 企画・地区割り委員会は土地の開発と利用の問題を扱う。市内の5つの選挙区から2人ずつ、合計10人が選ばれている。任期は4年間である。2年毎（奇数年）に半数が改選され、全員が新人である状態にはならないようにしている。委員に年金は出ない
- 市事務官: 市事務官は奇数年に選出される。年金を受け取る
- 警官: 奇数年に7人の警官が選出される。有権者は投票用紙にある候補者から4人のみを選ぶ。警官はその事情に応じて年金を受け取る
- 有権者登録官: コネチカット州法によって、自治体は全て共和党と民主党の有権者登録官を持つ必要がある。ただし、第3の政党が二大政党より多くの登録有権者を持つ場合はその登録官が認められる。任期は2年間であり、偶数年の州の選挙が行われる年に選挙がある。登録官は年金を受け取る。有権者は1人の候補者を選ぶ

### 歴代の市長
ミルフォード市は1959年に市として法人化された後、市長・市政委員会の形態を確立することで政府形態を変えてきた。初代市長はチャールズ・アイオビノであり、それまでの政府形態では市マネジャーだった。1959年11月3日に当選した。
1959年以降、10人が市長に就任してきた。
| 代 | 指名                              | 在任期間      | 政党   |
| -- | --------------------------------- | ------------- | ------ |
| 1  | チャールズ・アイオビノ            | 1959年–1963年 | 独立系 |
| 2  | アラン・ジェプソン                | 1963年–1969年 | 民主党 |
| 3  | エドワード・コズロースキー        | 1969年–1971年 | 共和党 |
| 4  | クリフトン・ムーア                | 1971年–1973年 | 共和党 |
| 5  | ジョエル・ボールドウィン          | 1973年–1977年 | 民主党 |
| 6  | ヘンリー・ポビネリ                | 1977年–1981年 | 共和党 |
| 7  | アルバータ・ジャゴー              | 1981年–1989年 | 民主党 |
| 8  | フレデリック・L・リスマン         | 1989年–2001年 | 共和党 |
| 9  | ジェイムズ・L・リヒテリ・ジュニア | 2001年–2011年 | 共和党 |
| 10 | ベンジャミン・G・ブレイク         | 2011年–現在   | 民主党 |

### 消防署
ミルフォードは1日24時間週7日年365日、ミルフォード消防署の常勤消防士114人に守られている。駐屯所は5か所あり、大隊長とシフト長の指揮下にある。消防車7台、梯子車1台、救急車2台の他、幾つかの特殊部隊、がある。

### 警察署
ミルフォード警察署は、町の警察アカデミーを1981年に卒業したキース・L・メローが率いている。2011年5月12日、ポリス・オフィサー標準・訓練委員会が州の再認証を受けた。

## 教育
ミルフォード公共教育学区が小学校8校、中学校3校、高校2校、代替教育高校1校を運営している。市内には多くの私立学校もある。

### 高校
- ジョセフ・A・フォーラン高校[16]
- ジョナサン法律高校[17]
- ジ・アカデミー[18]

### 中学校
- ハーバーサイド中学校[19]
- イーストショア中学校[20]
- ウェストショア中学校[21]

### 小学校
- ジョン・F・ケネディ小学校 (K-2)[22]
- パンプキン・デライト小学校 (3-5)[23]
- マシューソン小学校 (K-2)[24]
- メドウサイド小学校 (3-5)[25]
- オレンジアベニュー小学校 (K-2) [26]
- カーフペン・メドウ小学校 (3-5) [27]
- ライブオークス (K-2)小学校 [28]
- オーチャードヒルズ (3-5)小学校 [29]

### 工業学校
- プラット工業高校

### 私立学校
- アカデミー・オブ・アワーレディ・オブ・マーシー、ローラルトン・ホール高校
- ミルフォード・クリスチャン・アカデミー（幼稚園から12年生）
- コネチカット児童開発センター（幼稚園から12年生）
- ファウンデーション学校（9年生から12年生）[30]
- チャールズ・F・ヘイデン学校（幼稚園から8年生）[31]
- セントガブリエル学校（幼稚園前から8年生）[32]
- セントメアリー学校（幼稚園前から8年生）[33]

### 元あった学校
- ミルフォード高校、1983年閉鎖
- サイモンレイク小学校、2010年閉鎖
- セントアン学校、2010年閉鎖
- セントラル・グラマースクール
- ポイントビーチ学校
- ファニービーチ学校
- シーブリーズ学校
- レノックスアベニュー学校

## 市内の主要な地区
- ミルフォード中心街
- デボン
  - リバークリフ
- モーニングサイド†
- ポイントビーチ†
- ベイビュー†
- ウォルナットビーチ†
- ワイルダミアビーチ†
- ローレルビーチ†
- ウッドモント・ボロ[34]‡

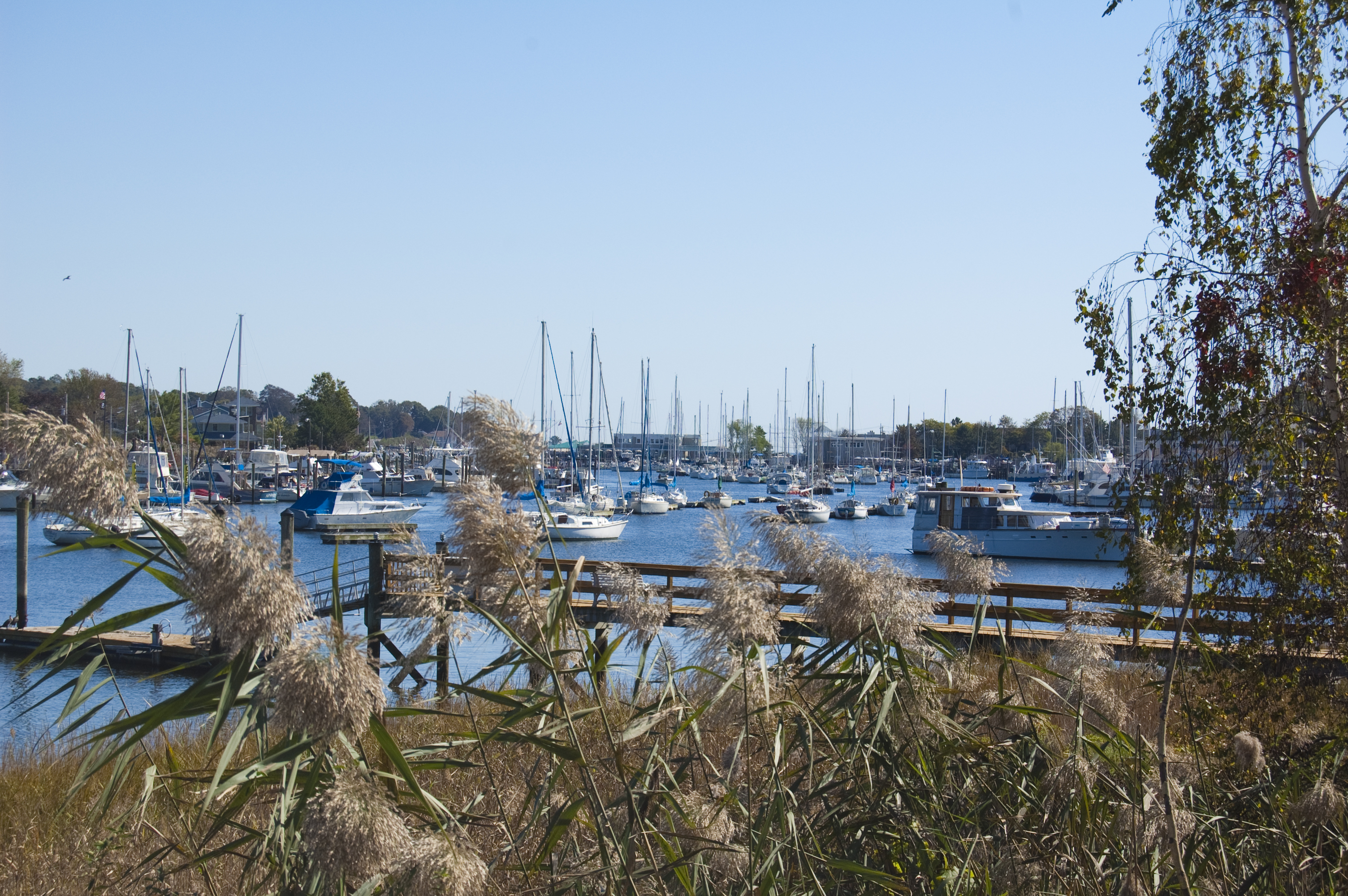
ミルフォード港

上記以外の小さな地域社会と地形は、アンカービーチ、ベイビューハイツ、バーウェルズビーチ、シーダービーチ、中心街歴史地区、エッタドアパーク、ファービュービーチ、フォレストハイツ、フォートトランブル、グレートリバー、ガルフビーチ、ローレルビーチ、レキシントングリーン、マーウィンズビーチ、マーウィンズポイント、ミルフォードローンズ、ミルフォードポイント、マートルビーチ、ノーがタックガーデンズ、ポイントルックアウト、シルバーサンドビーチ、サウス・オブ・ザ・グリーン、ウォルナットビーチ、ウィーラーズファームズがある。
†: この地域社会はコネチカット州議会の特別法で認証されている。課税権など自治体に認められる権限の幾らかを認められている
‡: ウッドモント・ボロはコネチカット州議会の特別法で自治体として認められ、ミルフォード市内にありながら自治体の通常の権限を認められている

## 文化

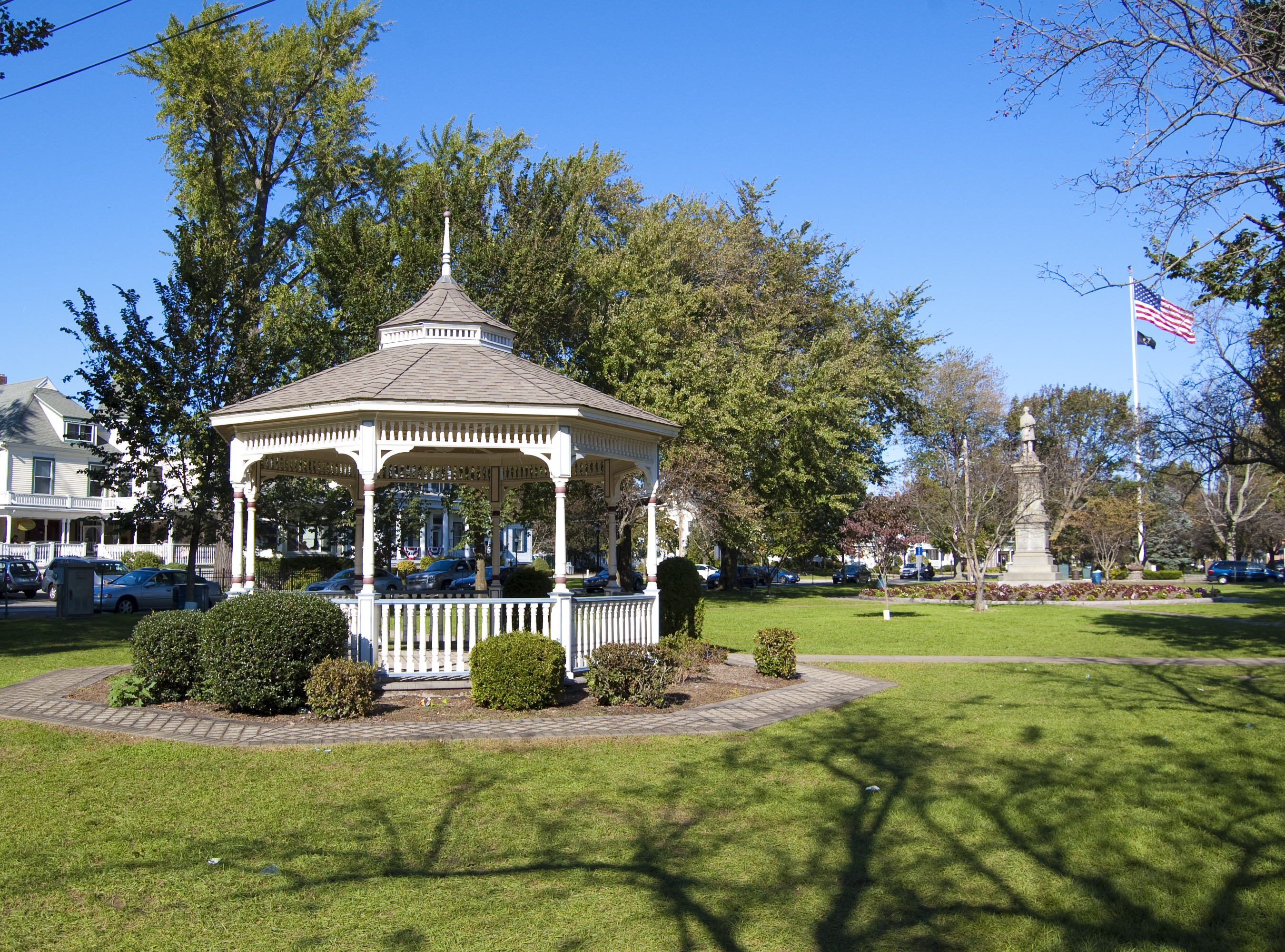
ミルフォード・グリーン

毎年8月第3土曜日には牡蠣祭が開催されており、典型的な町の祭りに加えて、昔から貝類の豊富なロングアイランド湾にあることからその料理を祝うものでもある。この祭りは町の中心に近いミルフォード・グリーンとその周辺、さらには中心街の様々な場所で行われ、カヌーやカヤックのレース、音楽公演、クラシックカーのショーなど幅広い出し物がある。
ミルフォード牡蠣祭には、長い間にジョーン・ジェット、ザ・マーシャル・タッカー・バンド、ジョン・カファーティ & ザ・ビーバー・ブラウン・バンド、ソウル・アサイラムなど、多くのアーティストが出演してきた。
この祭りでは遊園地の乗り物、食品屋台、工芸品、フェイスペインティングなどもあり、真珠を探して自分の牡蠣を明けるイベントもある。
ミルフォード・カルチャーセンターはミルフォード芸術委員会が運営しており、年間を通じて様々な行事を開催している。ファイアハウス美術ギャラリーが近年デボンにオープンした。町の海浜リゾートの質が良く、磯浜もあれば、シルバーサンド州立公園、コネチカット・オーデュボン協会海岸センター・アット・ミルフォードポイント、チャールズ島、2つのゴルフコース、さらに多くのレクリエーション施設が利用できる。
2011年から、ウォルナットビーチ・コンサート・シリーズがウォルナットビーチのパビリオンで開催されている。夏の毎週日曜日午後に様々なバンドの演奏が行われる。

## 経済

### 主要雇用主
市の2013年包括的財務報告書に拠れば、郡内の主要雇用主は次の通りである。
| 順位 | 雇用主                   | 従業員数 |
| ---- | ------------------------ | -------- |
| 1    | ミルフォード市教育委員会 | 1,112    |
| 2    | サブウェイ               | 903      |
| 3    | ミルフォード病院         | 780      |
| 4    | シック社                 | 684      |
| 5    | ミルフォード市           | 542      |
| 6    | メイシーズ               | 407      |
| 7    | ネオポストハスラー       | 388      |
| 8    | ストップ & ショップ      | 310      |
| 9    | コストコ                 | 243      |
| 10   | アリナバル               | 234      |

## 地理と環境

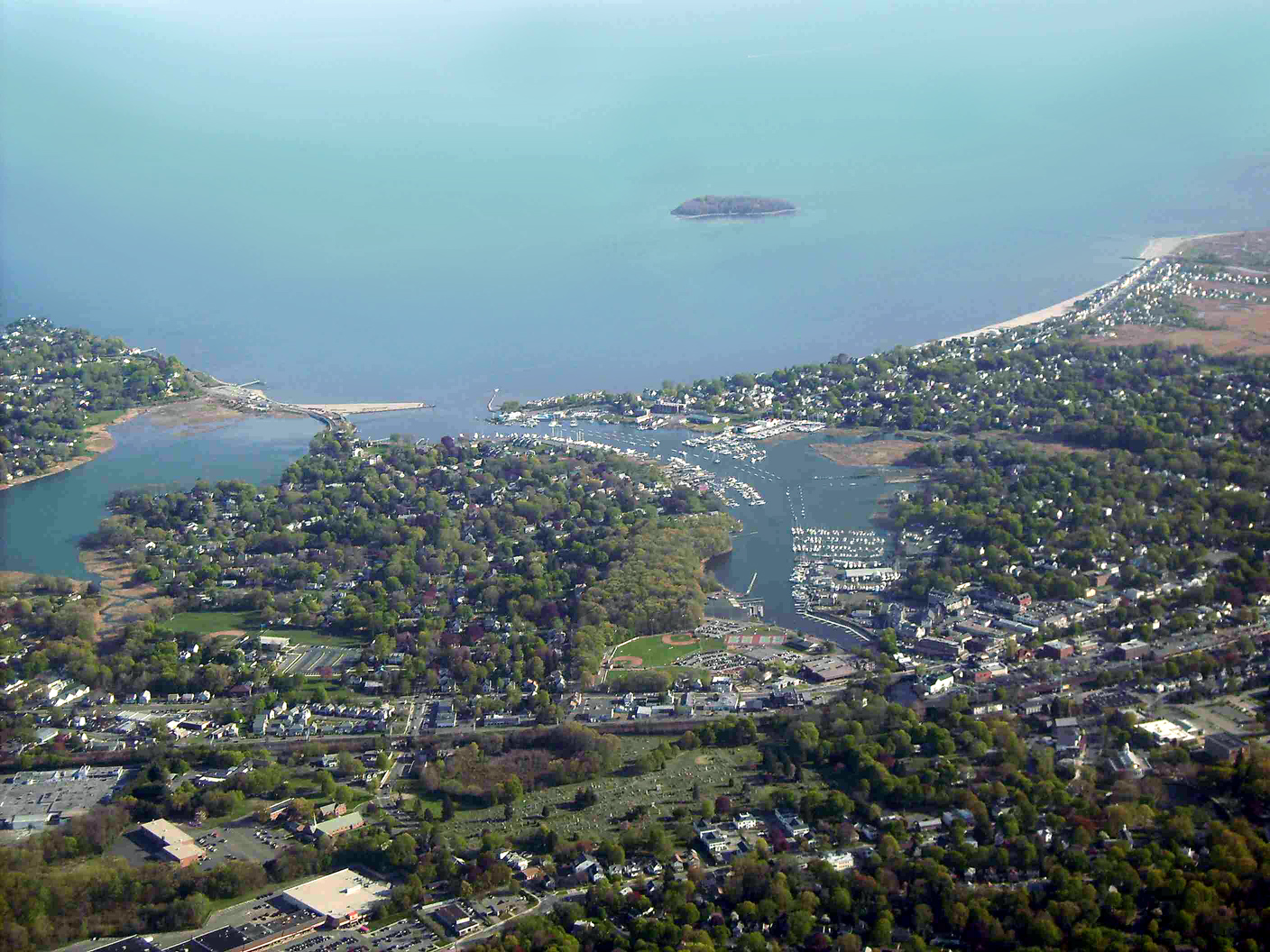
手前がミルフォード、奥に見えるのがチャールズ島

アメリカ合衆国国勢調査局に拠れば、市域全面積は26.1平方マイル (67.7 km2)であり、このうち陸地22.2平方マイル (57.4 km2)、水域は3.9平方マイル (10.2 km2)で水域率は15.11%である。
ミルフォード市内のデボン地区は、ストラットフォードに近く、フーサトニック川の河口にあり、入り江を見下ろすコネチカット・オーデュボン協会海岸センターがある。

### 島と海岸

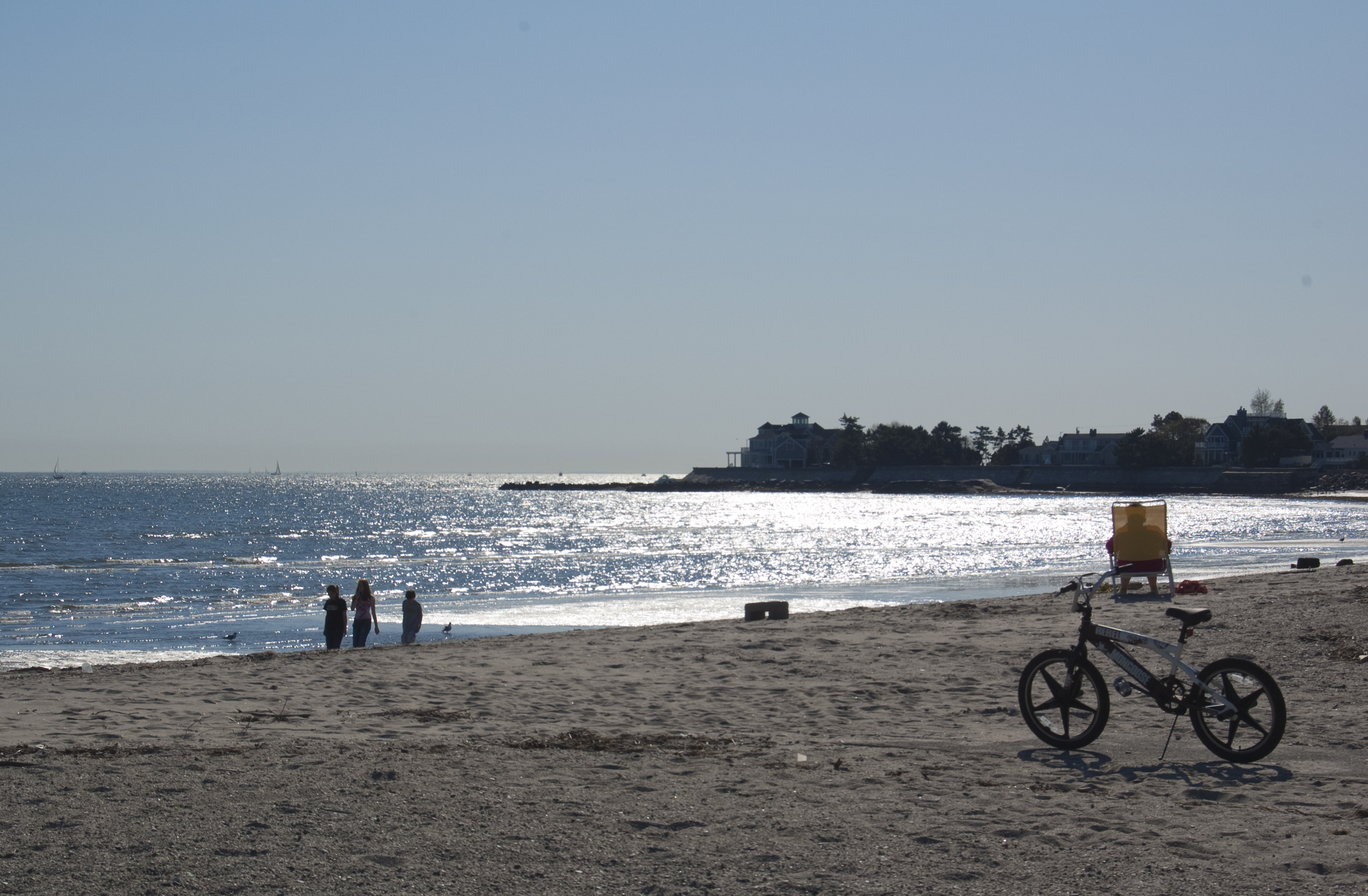
ロングアイランド湾

ミルフォード市内にはロングアイランド湾に面する海岸線23キロメートルがあり、州内では最大である。その海岸線の多くがシルバーサンド州立公園になっている。2011年に新設された1,200メートルのボードウォークが開通し、シルバーサンドとデボンのウォルナットビーチを繋いだ。チャールズ島も州立公園の一部であり、鳥類の繁殖地として保護されている。海岸に平行ではなく垂直な形状なのでトンボロと呼ばれる砂州があり、引き潮のときにはシルバーサンド海浜からチャールズ島まで歩いて行ける。
この島はハモナセット・レディヤード・モレーンの一部であり、最終氷期末に氷河が後退するときに形成された。ウィスコンシン氷河がミルフォードのドラムリンを作った。クラーク、バーウェル、イールズ、ブライアン、マーウィンの各丘陵がこれにあたる。
フーサトニック川には3つの島がある。イガー・I・シコルスキー記念橋のすぐ南にあるファウラー島と、河口に近いダック島、ネルズ島である。シルバーサンド州立公園に加えて5つの公共海浜があり、住民のための水難救助サービスもある。ガルフ、アンカー、ハウリー・アベニュー、ウォルナット、ミドル各海浜がこれに該当する。その他7か所のプライベートビーチもある。

## 交通

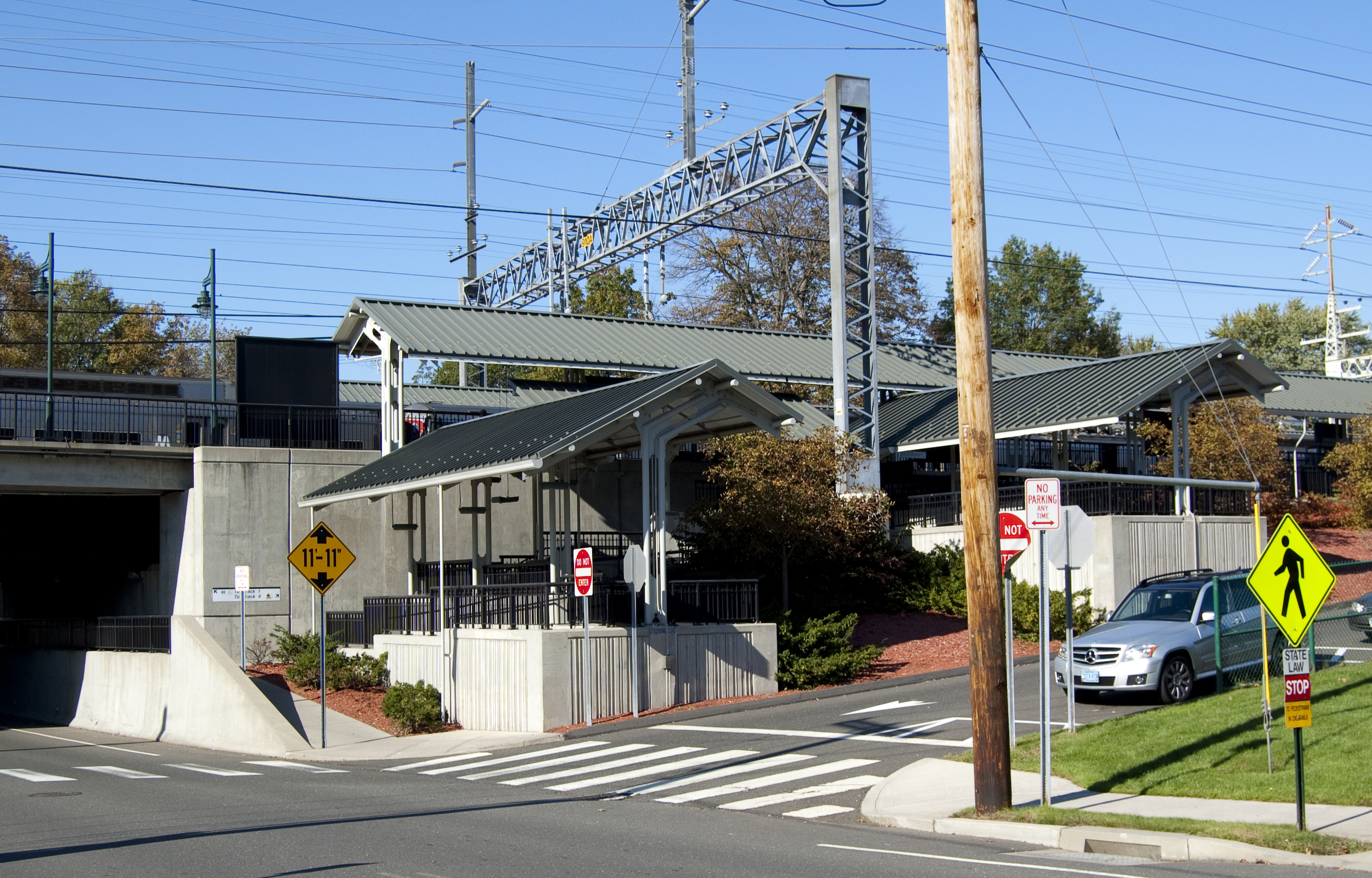
ミルフォード駅

メトロノース鉄道ニューヘイブン線では、ミルフォード中心街にミルフォード駅がある。ミルフォード交通局が市内で主要な場所とのバス便を運行している。グレーター・ブリッジポート交通局やコネチカット交通ニューヘイブンとの乗り換えも可能である。
州間高速道路95号線とアメリカ国道1号が市内南部を通っている。ウィルバークロス・パークウェイが市の北部を横切り、ミルフォード・パークウェイ、別名は市内で公務中に死んだ最初の警官からダニエル・S・ワッソン接続路と呼ばれる道でI-95や国道1号線と繋がれている。ワッソンは1987年4月12日、路肩に停止させた車の運転手から銃で撃たれて死亡した。

## 人口動態
以下は2000年国勢調査による人口統計データである。
| 基礎データ - 人口: 52,212 人 - 世帯数: 20,138 世帯 - 家族数: 13,613 家族 - 人口密度: 876.8人/km2（2,270.7 人/mi2） - 住居数: 21,145 軒 - 住居密度: 366.4軒/km2（949.0 軒/mi2） 人種別人口構成 - 白人: 93.55% - アフリカン・アメリカン: 1.91% - ネイティブ・アメリカン: 0.13% - アジア人: 2.36% - 太平洋諸島系: 0.03% - その他の人種: 0.88% - 混血: 1.14% - ヒスパニック・ラテン系: 3.34% 年齢別人口構成 - 18歳未満: 22.4% - 18-24歳: 5.9% - 25-44歳: 31.7% - 45-64歳: 25.0% - 65歳以上: 14.9% - 年齢の中央値: 39歳 - 性比（女性100人あたり男性の人口） - 総人口: 93.6 - 18歳以上: 90.0 | 世帯と家族（対世帯数） - 18歳未満の子供がいる: 29.3% - 結婚・同居している夫婦: 54.7% - 未婚・離婚・死別女性が世帯主: 9.7% - 非家族世帯: 32.4% - 単身世帯: 26.3% - 65歳以上の老人1人暮らし: 10.3% - 平均構成人数 - 世帯: 2.49人 - 家族: 3.04人 - 収入の中央値 - 世帯: 61,183米ドル（2010年から2012年の調整値は77,925米ドル） - 家族: （2010年から2012年の調整値は93,697米ドル） - 性別 - 男性: （2010年から2012年の調整値は67,631米ドル） - 女性: （2010年から2012年の調整値は59,992米ドル） - 人口1人あたり収入: 28,773米ドル（2010年から2012年の調整値は38,560米ドル） - 貧困線以下 - 対人口: 3.8% - 対家族数: 2.4% - 18歳未満: 4.1% - 65歳以上: 5.4% |

## 政治
| 2008年10月28日時点での登録有権者と政党支持の構成 | 2008年10月28日時点での登録有権者と政党支持の構成 | 2008年10月28日時点での登録有権者と政党支持の構成 | 2008年10月28日時点での登録有権者と政党支持の構成 | 2008年10月28日時点での登録有権者と政党支持の構成 | 2008年10月28日時点での登録有権者と政党支持の構成 |
| 政党                                             | 活性有権者                                       | 非活性有権者                                     | 有権者計                                         | 構成比                                           |                                                  |
| ------------------------------------------------ | ------------------------------------------------ | ------------------------------------------------ | ------------------------------------------------ | ------------------------------------------------ | ------------------------------------------------ |
| 民主党                                           | 9,421                                            | 276                                              | 9,697                                            | 27.98%                                           |                                                  |
| 共和党                                           | 7,223                                            | 236                                              | 7,459                                            | 21.52%                                           |                                                  |
| 無党派                                           | 16,788                                           | 638                                              | 17,426                                           | 50.28%                                           |                                                  |
| 少数政党                                         | 62                                               | 6                                                | 68                                               | 0.20%                                            |                                                  |
| 合計                                             | 33,494                                           | 1,156                                            | 34,650                                           | 100%                                             |                                                  |

## アメリカ合衆国国家歴史登録財

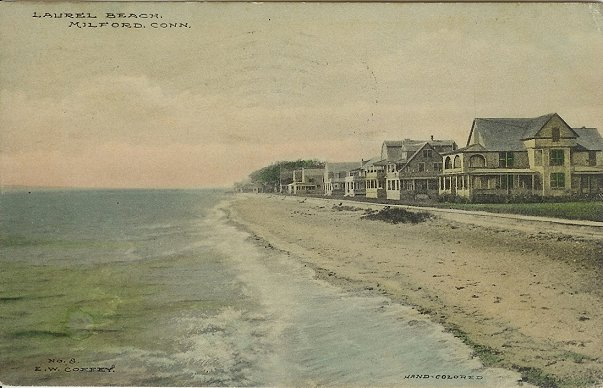
ローレルビーチ（1910年）

- アカデミー・オブ・アワーレディ・オブ・マーシー、ローラルトン・ホール高校 — ハイ通り200、2011年登録
- バッキンガム邸 — ノース通り61、1977年登録
- イールズ・ストウ邸 — ハイ通り34、1977年登録
- ヘブルー・コングリゲーション・オブ・ウッドモント — エッジフィールド・アベニュー15 と 17 、1995年登録
- フーサトニック川鉄道橋 — フーサトニックのアムトラック路線、1987年登録
- ミルフォードポイント・ホテル — ミルフォードポイント道路、1988年登録
- リバーパーク歴史地区 — ボストンポスト、チェリー通り、アムトラック路線、ハイ通りに囲まれた地域、1986年登録
- セントピーターズ聖公会教会 — リバー通り61, 71, 81、1979年登録
- テイラー記念図書館 — ブロード通り5、1979年登録
- ミルフォード郵便局本局 — リバー通り西6、1986年登録
- ワシントン橋 — フーサトニック川に架かり、ストラットフォードに渡す、2004年登録

## 著名な出身者
- ジョン・ラッツェンバーガー、俳優、声優
- ディラン・ブルーノ、俳優[46]
- フランク・スプレイグ（1857年–1934年）、発明家、モーター、電気鉄道、電気式エレベーターを開発[47]

## ミルフォードで撮影された映画
以下はその全部あるいは一部がミルフォードで撮影された映画である。
- 『The Light That Failed』（1916年） - 砂漠の戦闘シーンがスミスポイントで撮影された。ブリッジポートのバーナムのサーカスからラクダを連れてきた[49]
- 『Man on a Swing』（1974年）
- 『デイライト』（1996年）
- 『ボーダー』（2008年）